# Francis Fernandes
Francis Fernandes (sinh ngày 25 tháng 11 năm 1985 ở Vasco da Gama, Goa) là một cầu thủ bóng đá người Ấn Độ thi đấu chủ yếu ở vị trí tiền vệ chạy cánh cho Chennaiyin FC ở Indian Super League.

## Sự nghiệp
Fernandes trải qua thời thơ ấu ở Bogmalo, gần địa điểm thu hút du lịch là Bãi biển Bogmalo. Đây là nơi anh học những bài học về bóng đá đầu tiên. Anh thi đấu cho trường của anh, Regina Mundi, và sau đó, khi học ở MES college, anh thử việc tại Vasco và được chọn vào U-19 Vasco. Sau hai mùa giải thành công với Vasco S.C., anh gia nhập Salgaocar năm 2006.

## Sự nghiệp quốc tế
Fernandes ghi bàn thắng quốc tế đầu tiên trong thất bại 3–2 trước Palestine ngày 6 tháng 10 năm 2014.

### Thống kê quốc tế
Tính đến 14 tháng 3 năm 2015
| Đội tuyển quốc gia Ấn Độ | Đội tuyển quốc gia Ấn Độ | Đội tuyển quốc gia Ấn Độ |
| Năm                      | Số trận                  | Bàn thắng                |
| ------------------------ | ------------------------ | ------------------------ |
| 2011                     | 2                        | 0                        |
| 2012                     | 9                        | 0                        |
| 2013                     | 11                       | 0                        |
| 2014                     | 2                        | 1                        |
| 2015                     | 5                        | 0                        |
| Total                    | 29                       | 1                        |

## Danh hiệu

### Câu lạc bộ
Chennaiyin FC
- Indian Super League: Vô địch 2017-18